# Oss
Oss là một thị xã của tỉnh Noord-Brabant, Hà Lan. Oss gồm có cũng thành phố Oss, Megen và Ravenstein và làng quê Berghem, Dennenburg, Deursen, Dieden, Haren, Herpen, Huisseling, Macharen, Keent, Koolwijk, Neerlangel, Neerloon và Overlangel. Berghem và Megen, Haren en Macharen được sáp nhập vào Oss từ 1994. Ravenstein  được sáp nhập vào Oss từ 2003.
Oss ở phía của sông Maas.